# Limatula nippona
Limatula nippona is een tweekleppigensoort uit de familie van de Limidae. De wetenschappelijke naam van de soort is voor het eerst geldig gepubliceerd in 1960 door Habe.